# Uncaria
Genre
Classification APG II (2003)
Uncaria est un genre de plantes à fleurs de la famille des Rubiaceae dont l'espèce type est Uncaria guianensis (Aubl.) J.F. Gmel.. Ce sont des lianes tropicales. 

## Étymologie
Le nom de genre Uncaria vient du latin uncus signifiant "crochet", "ongle" ou "griffe", en référence aux crochets, dérivés de branches réduites, servant à s'accrocher dans la végétation, chez l'espèce type.

## Liste des espèces
On accepte à l'heure actuelle une quarantaine d'espèces :
- Uncaria acida (Hunter) Roxb. - (Malaisie)
- Uncaria africana G.Don - (Afrique)
- Uncaria attenuata Korth. - (Malaisie)
- Uncaria barbata Merr. - (Bornéo, Nouvelle-Guinée)
- Uncaria bernaysii F.Muell. - (Nouvelle-Guinée)
- Uncaria borneensis Havil. - (Bornéo)
- Uncaria callophylla Blume ex Korth. - (Bornéo)
- Uncaria canescens Korth. - (Malaisie)
- Uncaria cordata (Lour.) Merr. - (Asie de l'est tropicale)
- Uncaria donisii E.M.A.Petit - (Congo)
- Uncaria dosedlae Gilli - (Nouvelle-Guinée)
- Uncaria elliptica R.Br. ex G.Don - (Malaisie)
- Uncaria gambir (Hunter) Roxb. - (Malaisie)
- Uncaria guianensis (Aubl.) J.F.Gmel. - (Guyane)
- Uncaria hirsuta Havil. - (Chine)
- Uncaria homomalla Miq. - (Est de l'Inde, Malaisie)
- Uncaria kunstleri King - (Taïwan)
- Uncaria laevigata Wall. ex G.Don - (Philippines)
- Uncaria lancifolia Hutch. - (Chine)
- Uncaria lanosa Wall. in W.Roxburgh - (Malaisie)
- Uncaria longiflora (Poir.) Merr.
- Uncaria macrophylla Wall. - (Asie du Sud-Est)
- Uncaria nervosa Elmer - (Philippines)
- Uncaria oligoneura Korth. - (Bornéo)
- Uncaria orientalis Guillaumin - (Nouvelles-Hébrides)
- Uncaria paucinervis Teijsm. & Binn. - (Java)
- Uncaria perrottetii (A.Rich.) Merr.
- Uncaria rhynchophylla (Miq.) Miq. ex Havil. - (Chine)
- Uncaria rostrata Pierre ex Pit. - (Cambodge)
- Uncaria roxburghiana Korth. - (Malaisie)
- Uncaria scandens (Sm.) Hutch.
- Uncaria schlenckerae S.Moore - (Nouvelle-Guinée)
- Uncaria sessilifructus Roxb. - (Himalayas, Myanmar)
- Uncaria sinensis (Oliv.) Havil.
- Uncaria sterrophylla Merr. & L.M.Perry - (Nouvelle-Guinée)
- Uncaria talbotii Wernham - (Nigéria)
- Uncaria tomentosa (Willd. ex Schult.) DC. - (Amérique du Sud)
- Uncaria velutina Havil. - (Philippines)
- Uncaria yunnanensis K.C.Hsia - (Chine)

## Utilisations
La résine d'Uncaria gambir est utilisé en Asie pour produire du Cachou.
Les tiges griffues de plusieurs espèces d'Uncaria sont utilisées en pharmacopée traditionnelle chinoise sous le nom 钩藤 Gōu Téng, incluant : U. rhynchophylla, U. macrophylla, U. hirsuta, U. sinensis, U. sessilifructus.